# SACEM

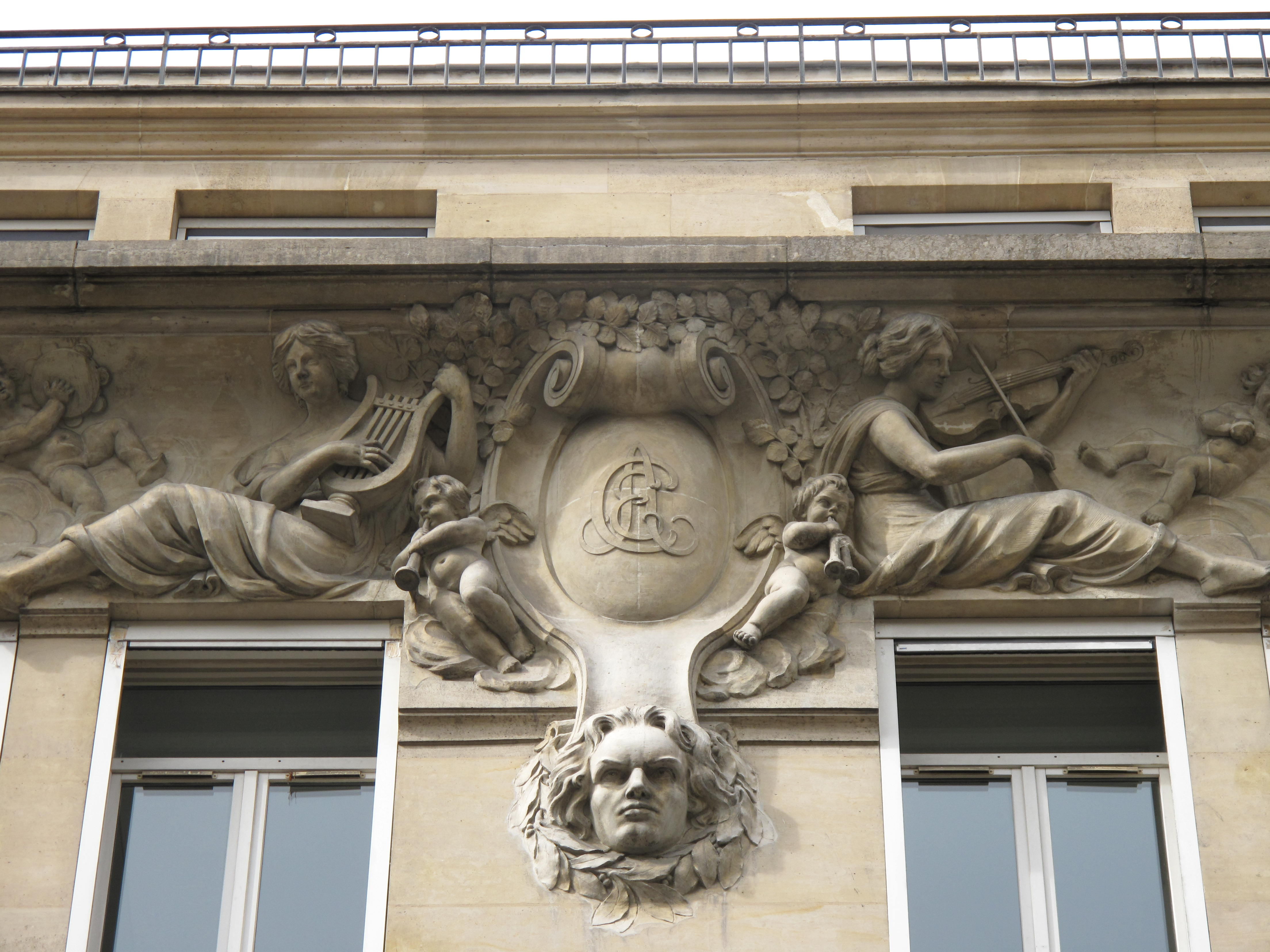
Фасад дома в Париже, в котором размещается офис Общества музыкальных авторов, композиторов и издателей

Общество музыкальных авторов, композиторов и издателей  (Société des auteurs, compositeurs et éditeurs de musique, SACEM) — французская профессиональная ассоциация по сбору платежей для авторских гонораров и защите авторских прав музыкальных авторов, композиторов и издателей.
Штаб-квартира музыкальных авторов, композиторов и издателей расположена в Париже, Авеню Шарля-де-Голля, 92528 Neuilly-сюр-Сен. 
SACEM управляет авторскими правами издателей, музыкальных авторов, композиторов, аранжировщиков, переводчиков и охватывают созданные авторами широкие музыкальные пласты : все музыкальные жанры, от симфонической до электро музыки, джаз, рэп и др., музыку аудиовизуальной рекламы, юмористические зарисовки, стихи, музыкальные документальные фильмы и музыкальные клипы, создание субтитров к фильмам, дубляж, телевизионные фильмы и сериалы, отрывки из драматических и драматических музыкальных произведений (продолжительностью менее 20 минут для телевидения и 25 минут для радио).

## История
Музыканты Эрнест Бурже (фр.), Поль Анрион (Henrion) и Виктор Паризо (Parizot) в Париже, в кафе на концерте послов, в марте 1847 года отказались платить за напитки, говоря, что они ничего не должны, потому что владелец кафе использует их работы без вознаграждения авторам.
Французские суды признали эти требование законным, в духе того времени. Для реализации пожеланий и других авторов в 1850 году был создан Временный Союз авторов, композиторов и музыкальных издателей, а годом позже был создан профессиональный союз, названный Обществом музыкальных авторов, композиторов и издателей, которые защищают авторские права своих членов и их деятельность сохраняется по сей день.
Затем это общество стало развиваться на всей территории Франции, к 1859 году там было уже 181 его представительство. С появлением фонографа, радио и кино, SACEM стало расширять свою деятельность (авторское право), распространяя её на новые носители музыки. Позднее в круг её интересов вошли телевидение, интернет, компакт-диски и др.
В 2013 году SACEM охватило своей деятельностью 149 000 авторов и музыкальных издателей, из которых 18 200 являются иностранными членами общества. В 2013 году члены общества получили около 834 миллиона евро в качестве авторских вознаграждений. Общество распределяет 85 % собранных денег. В SACEM работают 1400 человек, включая 700 человек в регионах. Общество включает в себя более 70 региональных отделений, расположенных по всей территории Франции и за рубежом.
В июне 2012 года генеральным директором SACEM стал Жан-Ноэль Тронс (Tronc). Он сменил Бернара Мийе, работавшего генеральным директором общества с 2001 года, и Жан-Лу Турнье, который возглавлял SACEM с 1961 года.
В 2010 году Комиссия по контролю за авторскими обществами обвинила SACEM за непомерно большие зарплаты топ-менеджеров в обществе — около 363 908 евро. Защищая своё руководство, члены Совета директоров, состоящего исключительно из авторов, композиторов и издателей, избираемых Генеральной ассамблеей, говорили что SACEM является частным предприятием, которое может свободно устанавливать размер заработной платы своим сотрудникам, основываясь на их профессиональной квалификации. По их мнению Генеральный директор общества был избран законно и его мандат на руководство был продлён трижды. А что касается выплат авторам, то им хватает, поскольку на них выделено 830 млн евро в 2010 году, что сопоставимо с выплатами других аналогичных обществ.

## Инцидент в школе
В конце 2006 года директор школы во французской коммуне Peillac жаловался на сумму платежа, потребованного обществом SACEM к оплате, за то, что ученики спели прощальную песню школе, написанную композитором Югом Офре в течение около тридцати секунд. Будучи проинформированным об этом факте SACEM, в соответствии со своей обычной практикой, послал школе к оплате счет-фактуру на 75 евро.
В своё оправдание SACEM заявляла, что указанная сумма касалась всей музыки, исполненной на школьном вечере в целом, а не только за эту песню. Сумма счета-фактуры и на самом деле охватила все музыкальные произведения, транслируемые или исполненные в ходе школьного мероприятия, организованного в общественном месте.
Напомнив о законности выставленных требований от авторского общества SACEM для справедливого вознаграждения создателей музыки и приняв во внимание уважение к праву чужой собственности, автор одной из песен, Юг Офре, сказал, что может сам заплатить эти деньги обществу..